# Peter-Paul-Kirche Bad Oldesloe

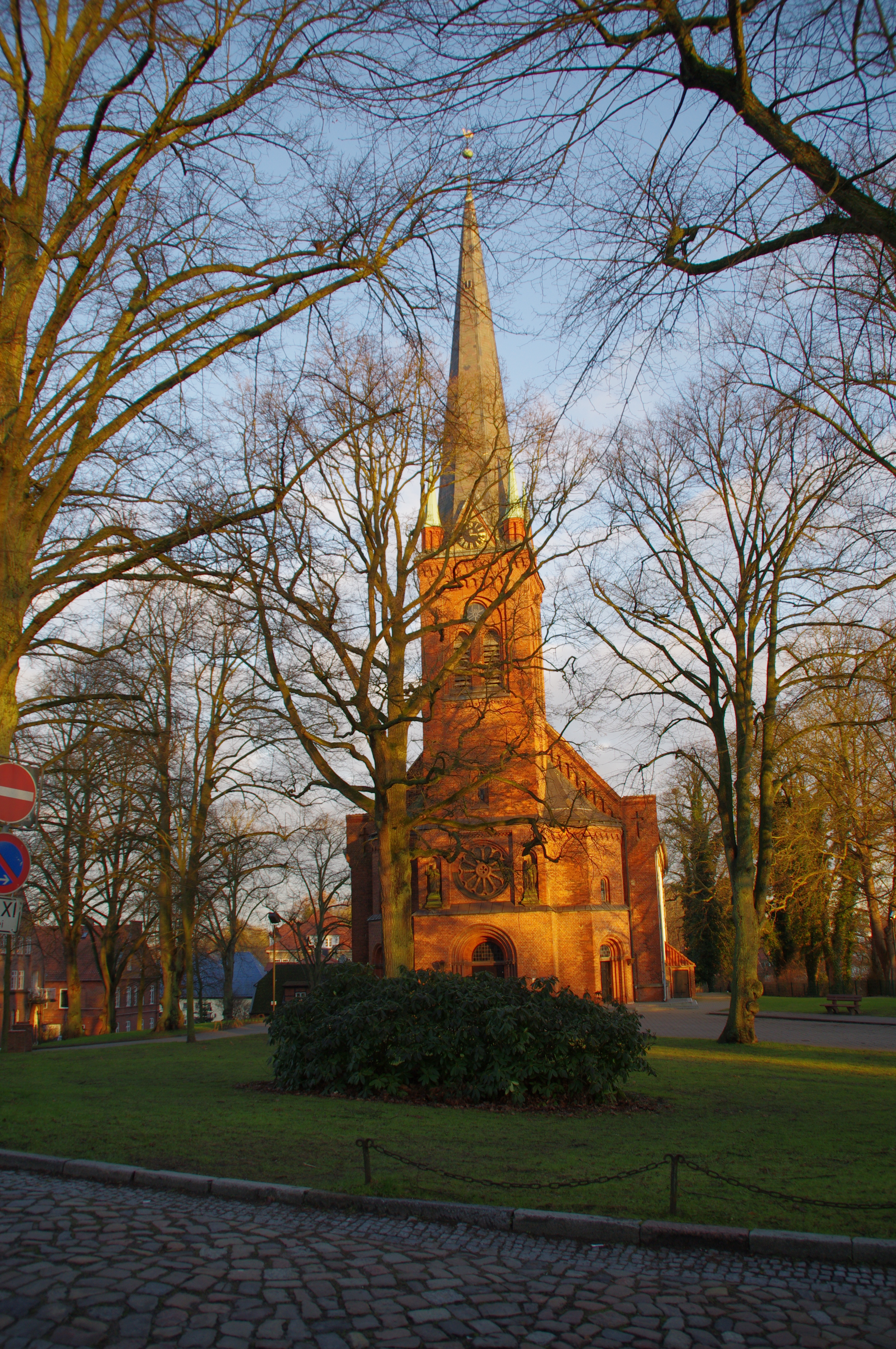
Eingang der Peter-Paul-Kirche vom Pastorat aus gesehen

Die Peter-Paul-Kirche Bad Oldesloe ist eine evangelische Kirche in Bad Oldesloe (Kreis Stormarn). Sie ist die Hauptkirche der evangelisch-lutherischen Kirchengemeinde Oldesloe, die zur Propstei Segeberg der Evangelisch-Lutherischen Kirche in Norddeutschland gehört. Sie steht seit 1968 zusammen mit dem umgebenden Kirchhof aus geschichtlichen, künstlerischen und städtebaulichen Gründen unter Denkmalschutz.

## Baugeschichte

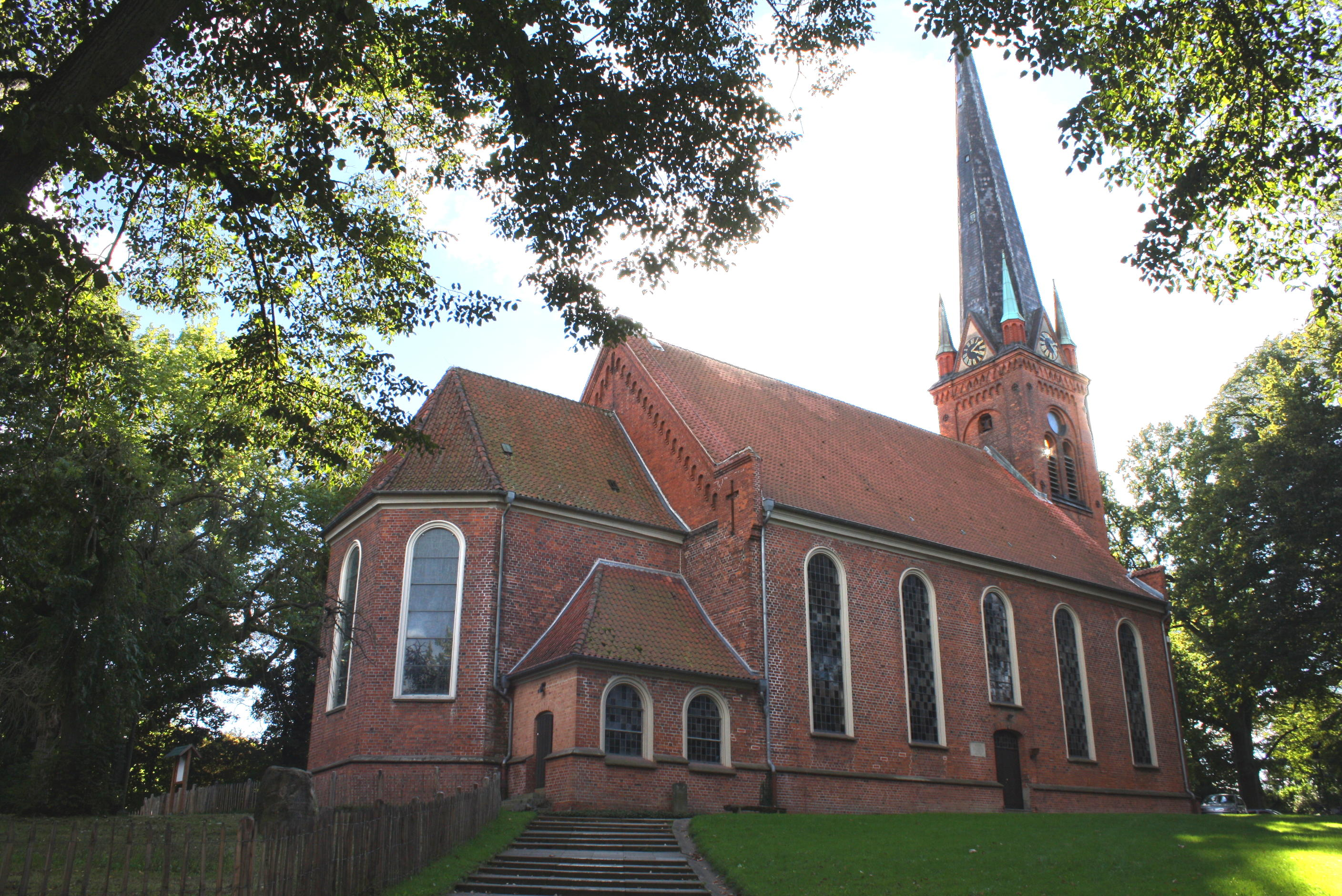
Kirche von Nordosten

Die Ursprünge des heutigen Gotteshauses auf dem Kirchberg zu Bad Oldesloe reichen bis in das Jahr 1150 zurück, als durch Bischof Vicelin die erste steinerne Kirche in Oldesloe geweiht und nach dem Apostel Petrus benannt wurde. Diese Kirche, eine dreischiffige Basilika aus Feldsteinen, hatte möglicherweise eine hölzerne Vorgängerin. Das zweite Patrozinium Paulus ist erst seit 1483 bezeugt.
Die Vizelinkirche wurde im Krieg des Herzogs Erich V. von Sachsen-Lauenburg gegen Lübeck 1415 schwer beschädigt und wieder aufgebaut. In den Jahren vor 1537 brannte die Kirche durch Blitzschlag aus und konnte erst 1542 wieder eingedeckt werden.
Mitte des 18. Jahrhunderts war die Kirche so baufällig, dass sie 1757 abgerissen und mit dem Neubau des heutigen spätbarocken Gebäudes begonnen wurde, der 1763 fertiggestellt war. Baumeister war der Lübecker Johann Adam Soherr. Die Peter-Paul-Kirche wurde als dreischiffige Pseudobasilika mit doppelgeschossigen Emporen in den Seitenschiffen und  eingezogenem Chor errichtet. Das Mittelschiff ist mit einer Spitztonne gedeckt. Die Kirchenausstattung, darunter der 1634 fertiggestellte, im Stil der Renaissance geschaffene Flügelaltar des Hamburger Bildhauers Henning Heidtrider (1580–1645), wurde aus dem Vorgängerbau übernommen. Beim Abbruch der Kirche des St.-Johannis-Klosters in Lübeck 1807 erwarb der Oldesloer Bürgermeister für 100 Reichstaler einen hohen Barockaltar aus dem Jahr 1709, mit dem er den Heidtrider Altar – gegen den Willen der Gemeinde – ersetzte. Zwölf Reliefs aus den Seitenflügeln des Flügelaltars wurden in die Emporenbrüstung eingebaut und blieben so erhalten wie auch die Predella und die Schnitzfiguren der Evangelisten, die vermutlich im Mittelschrein standen. Eine ebenfalls zu diesem Flügelaltar gehörende Darstellung der Auferstehung des Herrn befindet sich in der Auferstehungskapelle im Bad Oldesloer Friedhof. Das zentrale Kreuzigungsbild, das zu dem Altar gehört hatte, ist verschollen. Der Barockaltar wurde mehrfach verändert und bei der Renovierung 1960 zerstört.
Die große Feuersbrunst vom 22. Mai 1798, die einen Großteil der Stadt vernichtete, verschonte die Kirche. 1802 wurde auf der zunächst turmlosen Kirche ein Dachreiter mit einer kleinen Uhrenglocke errichtet, die der dänische König Christian VII. gestiftet hatte. Er wurde nach Blitzschlag 1818 abgetragen. Bis 1884 hingen die Glocken in einem separaten Glockenturm. Der Turm im neuromanisch-neugotischen Stil wurde 1886 angebaut und prägt seitdem mit einer Höhe von ca. 60 Metern das Stadtbild.
1960 wurde der Innenraum durch den Architekten Otto Andersen renoviert und dabei stark verändert. Der Barockaltar und die Logen wurden entfernt. Aus dieser Zeit stammen die prägnanten Fenster im Chorraum des Glasmalers Siegfried Assmann. Es wurde zudem eine neue Orgel eingebaut. Zwischen 2005 und 2008 wurde der Raum erneut von dem Architekten Gunnar Seidel renoviert und der barocke Gesamteindruck wiederhergestellt.

## Ausstattung

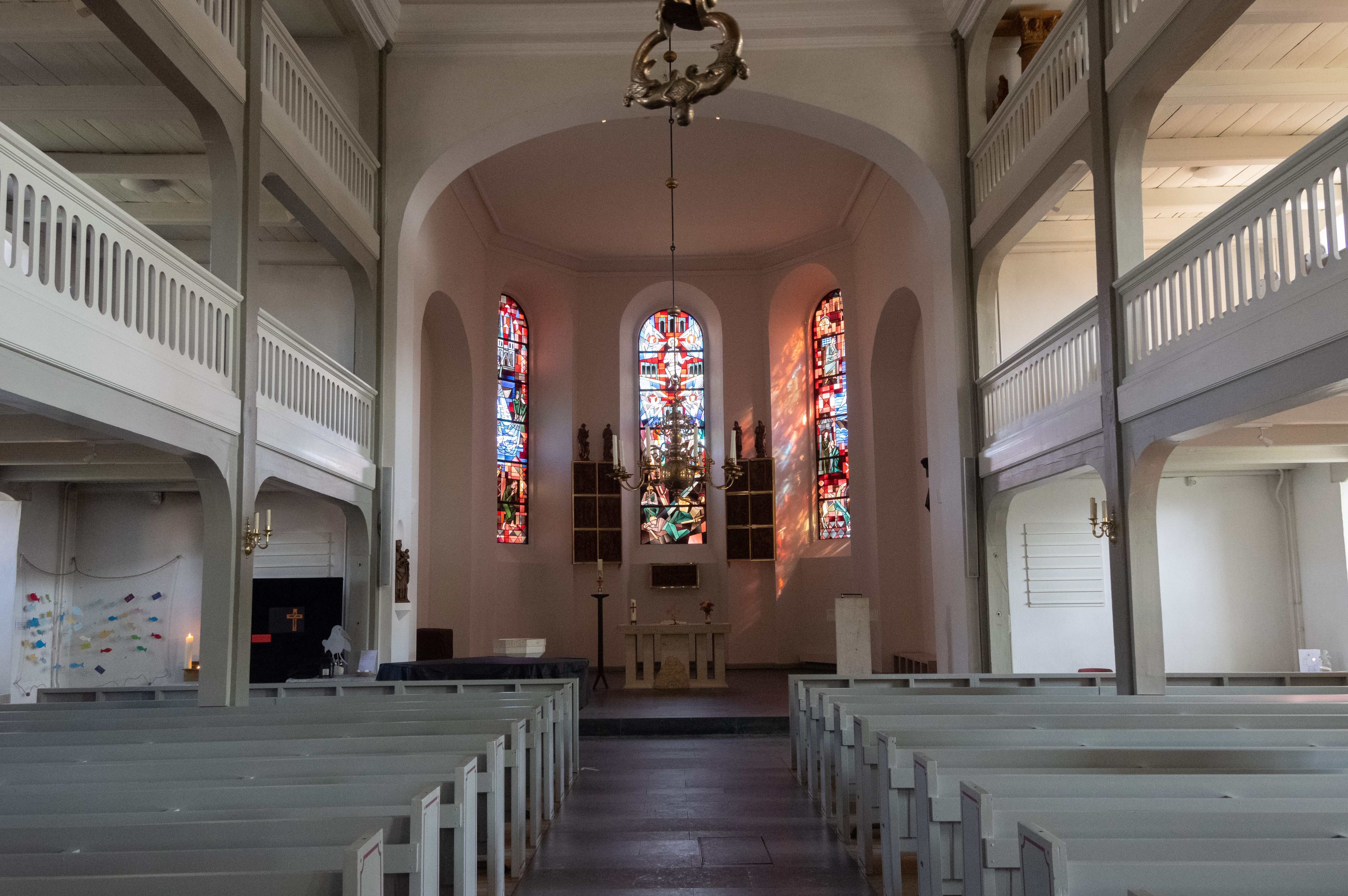
Inneres, Blick nach Osten

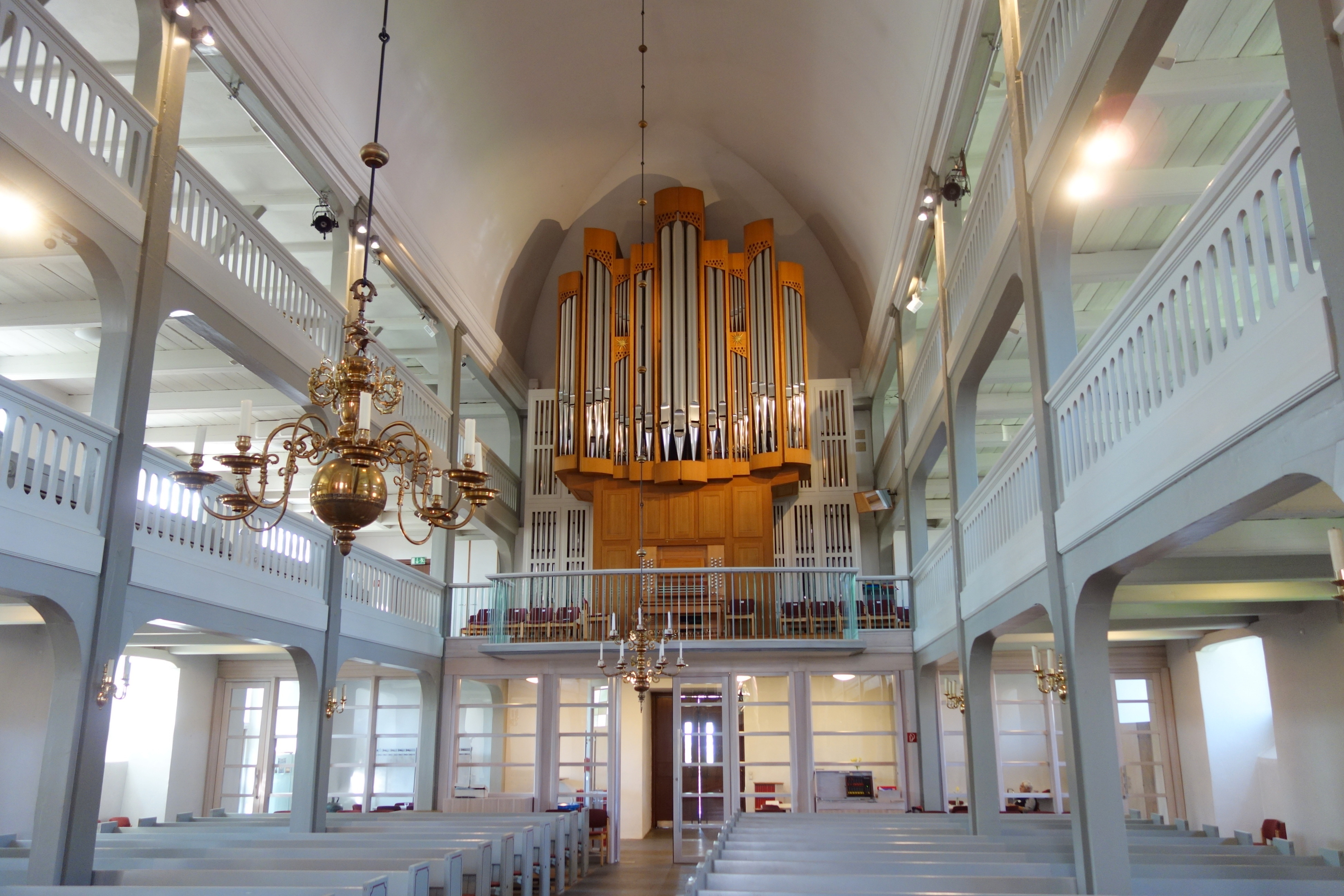
Inneres, Blick nach Westen

Im Altarraum befinden sich drei große Buntglasfenster, die von Siegfried Assmann 1960 geschaffen wurden und die Geschichten von Simon Petrus, von Jesus Christus und Paulus von Tarsus darstellen.
Zwischen ihnen sind seit 2008 die wieder zu Seitenflügeln zusammengestellten zwölf Reliefs aus dem von Henning Heidtrider aus Eiche geschnitzten Flügelaltar aufgehängt und in der Mitte die Predella mit einer Abendmahlsdarstellung. Über den Tafeln sind vier Evangelistenstatuen aufgestellt, die sich vermutlich ursprünglich im Hauptschrein befanden.
An der Südseite des Altarraums befindet sich ein gekreuzigter Christus aus Bronze von Fritz Fleer aus dem Jahre 1960.
Altartisch, Taufstein und Ambo sind von dem Bildhauer Jo Kley aus weißem Kalkstein geschaffen worden. Die Basis des Altars stellt Petrus dar, den Felsen, auf den Christus seine Kirche baut. Die zwölf Zwischenräume verweisen auf die zwölf Tore des himmlischen Jerusalems.
Im Chorbogen hat die Marienstatue ihren Platz gefunden. Sie stammt aus dem 15. Jahrhundert und ist von einem unbekannten Künstler als Himmelskönigin mit Krone dargestellt worden. Sie trägt das Jesuskind und das wiederum die Weltkugel in den Händen.
Im Kirchenschiff stehen vier weitere Evangelistenfiguren als einzige erhaltene Teile des 1960 zerstörten Barockaltars von 1709.
Auf der Nordostseite befindet sich ein Opferstock aus einem Lindenstamm aus dem Jahre 1590, das als farbig bemaltes Relief den armen Lazarus darstellt. Es trägt die Inschrift „GEVET DEN ARMEN“.

Weitere Abbildungen
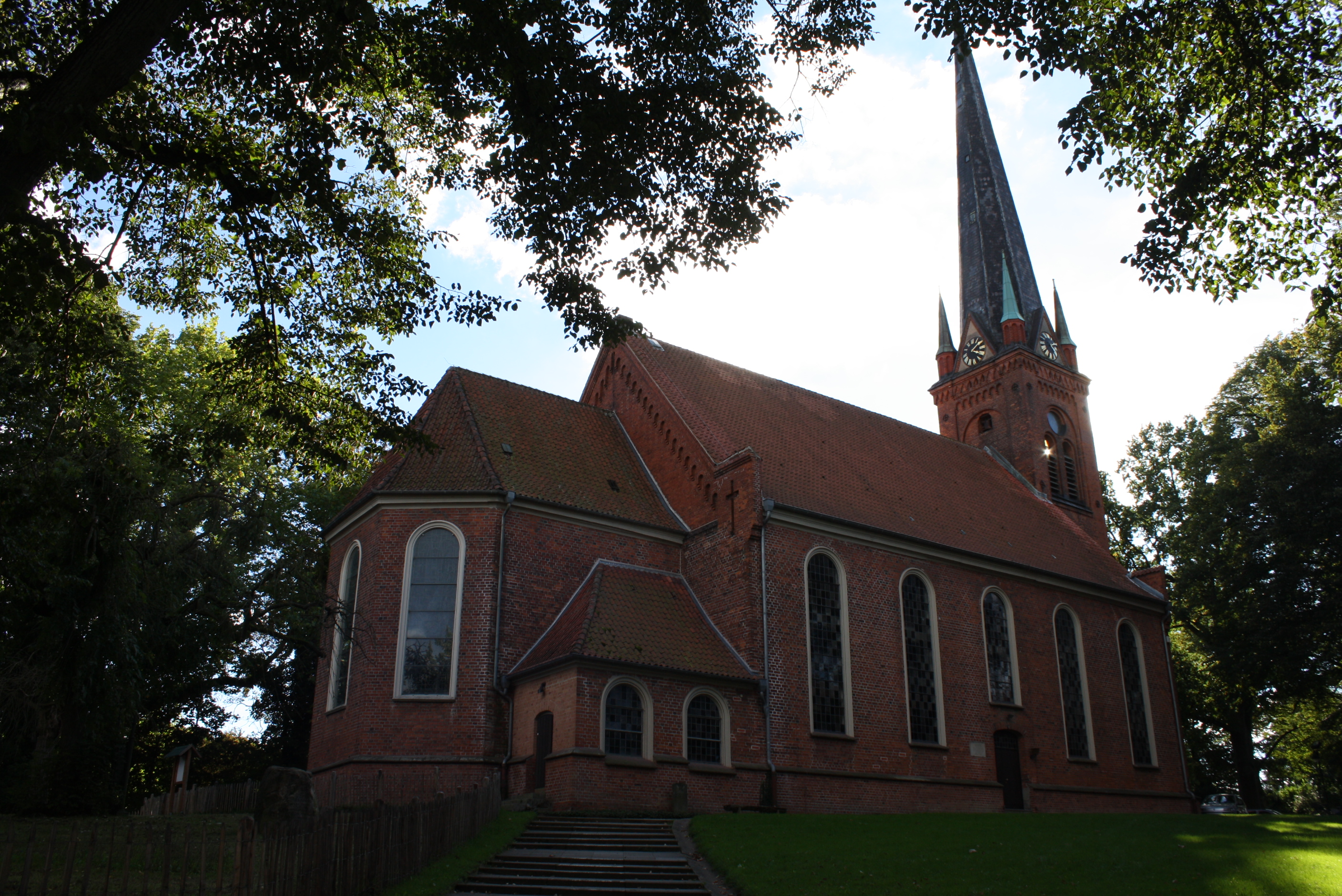
Blick von Nord-Osten
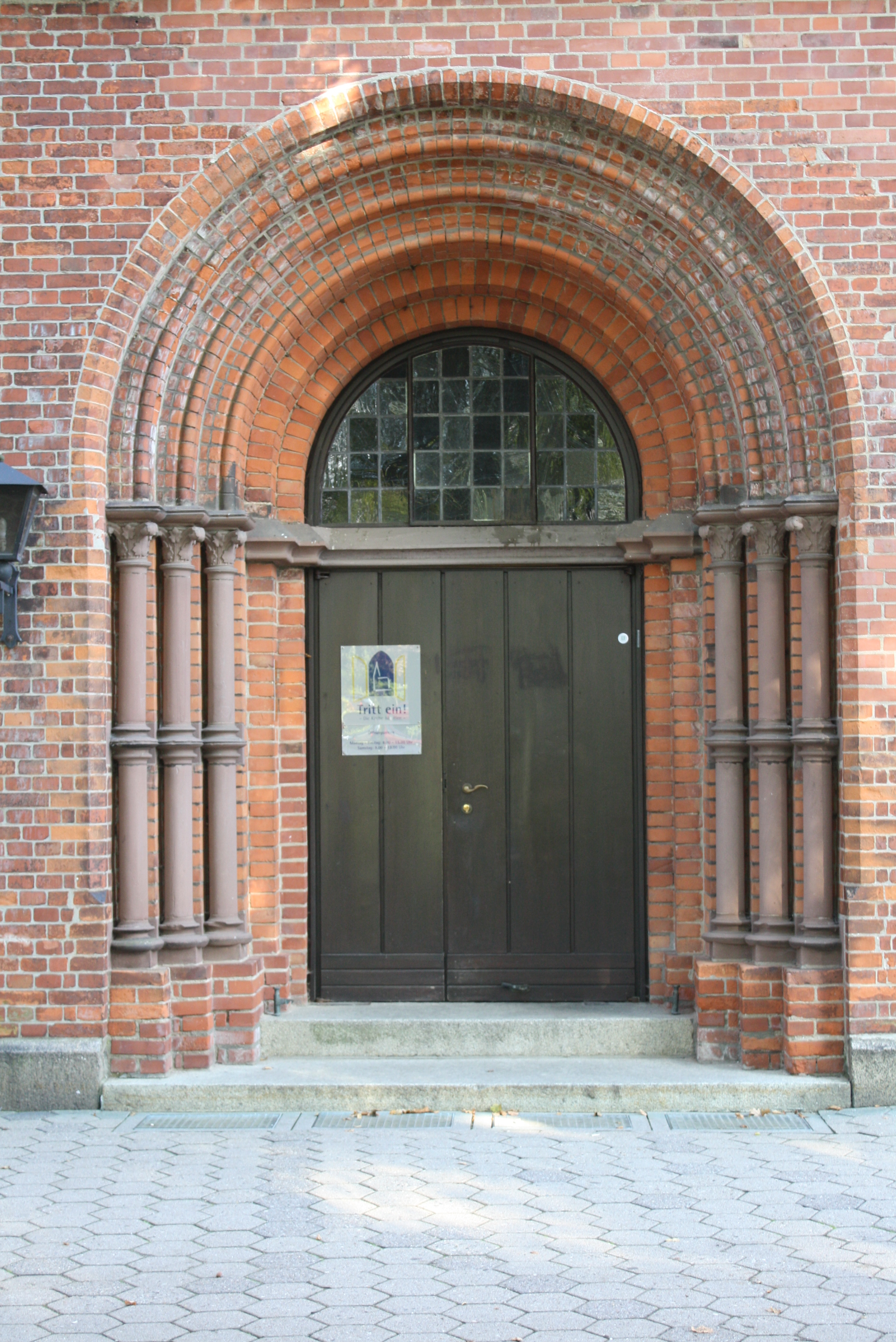
Eingang
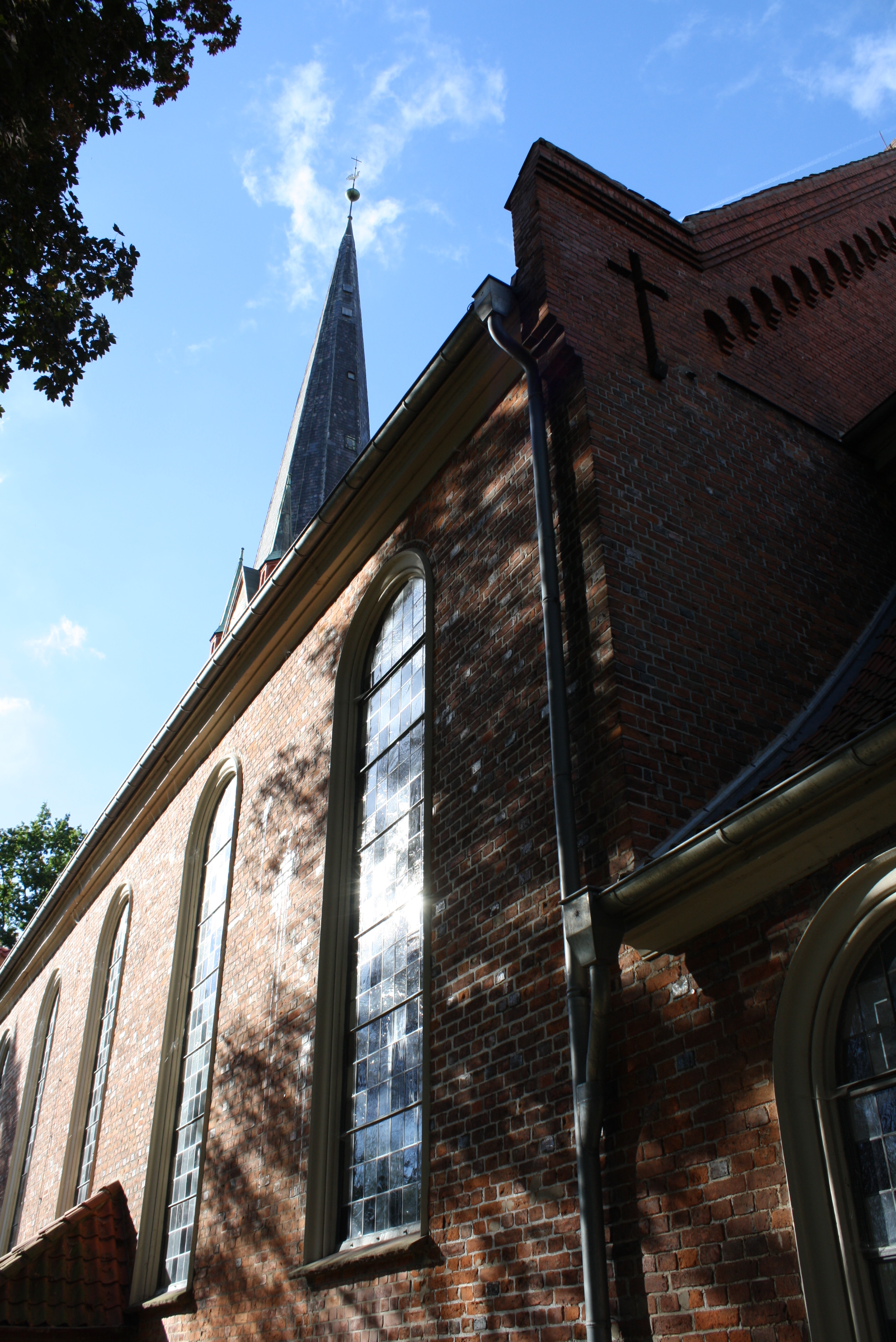
Weitere Ansicht

## Orgel

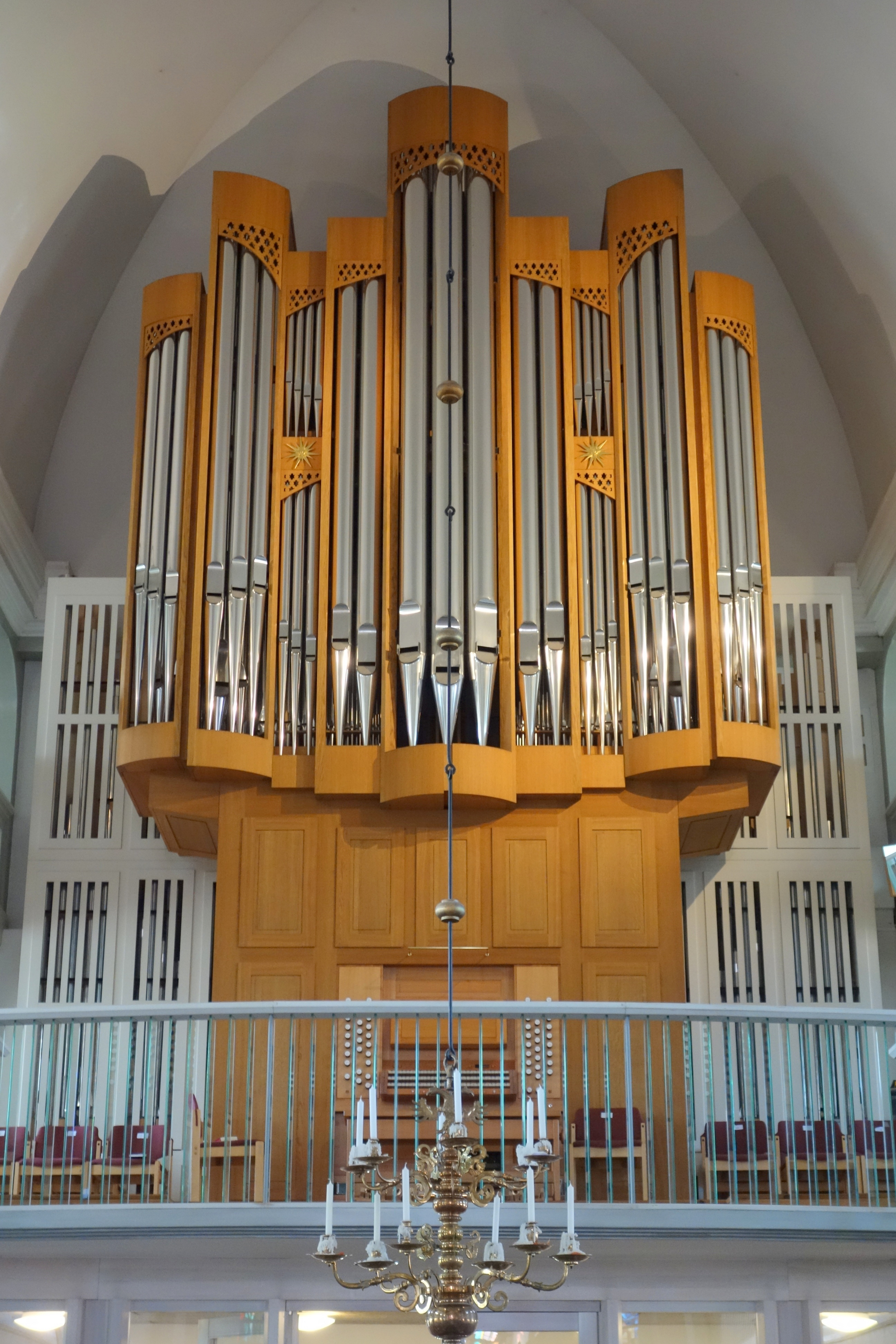
Mühleisen-Orgel von 2006

Am 11. Juni 1961 wurde eine dreimanualige Kemper-Orgel mit 3026 Pfeifen im Hauptwerk, Brustwerk, Rückpositiv und Pedal mit insgesamt 38 Registern errichtet.
Seit 2006 befindet sich über der Westempore eine Orgel der Firma Orgelbau Mühleisen aus Leonberg. Das Schleifladen-Instrument hat 41 Register (2824 Pfeifen) auf drei Manualwerken und Pedal. Die Spieltrakturen sind mechanisch, die Registertraktur ist mechanisch und elektrisch. Das Instrument verfügt über einen Zimbelstern und ein Registercrescendo.
| I Hauptwerk C–a3 |        |
| Praestant        | 16′    |
| Principal        | 8′     |
| Gedackt          | 8′     |
| Flöte harmonique | 8′     |
| Gamba            | 8′     |
| Octave           | 4′     |
| Spitzflöte       | 4′     |
| Quinte           | 2 ⁄3′  |
| Octave           | 2′     |
| Terz             | 1 3⁄5′ |
| Mixtur IV        | 2′     |
| Trompete         | 8′     |

| II Schwellwerk C–a3  |        |
| Geigenprincipal      | 8′     |
| Bourdon              | 8′     |
| Aeoline              | 8′     |
| Salicional           | 8′     |
| Voix céleste         | 8′     |
| Fugara               | 4′     |
| Flûte octaviante     | 4′     |
| Nasard               | 2 ⁄3′  |
| Doublette            | 2′     |
| Tierce               | 1 3⁄5′ |
| Fourniture V         | 2 ⁄3′  |
| Basson               | 16′    |
| Trompette harmonique | 8′     |
| Clairon              | 4′     |
| Tremulant            |        |

| III Solowerk C–a3 |    |
| Rohrflöte         | 8′ |
| Principal         | 4′ |
| Traverse          | 2′ |
| Cornettino IV     |    |
| Zymbel II–III     | 1′ |
| Hautbois          | 8′ |
| Voix humaine      | 8′ |
| Tremulant         |    |

| Pedalwerk C–f1 |         |
| Principal      | 16′     |
| Subbass        | 16′     |
| Quintbass      | 10 2⁄3′ |
| Octavbass      | 8′      |
| Gedecktbass    | 8′      |
| Octave         | 4′      |
| Posaune        | 16′     |
| Trompete       | 8′      |

- Koppeln: II/I, II/II (Suboktavkoppel), III/I, III/II, I/P, II/P (auch als Superoktavkoppel), III/P

## Glocken
Im Kirchturm hängt ein vierstimmiges Glockengeläut aus Bronze. Die F-Glocke mit 900 kg ist die älteste. Sie wurde von Johann David Kriesche aus Eckernförde 1765 aus einer gesprungenen Glocke umgegossen. Sie trägt eine lateinische Umschrift, deren Übersetzung lautet: „Unter der friedliebenden, frommen und milden Regierung Friedrich V., des gütigsten Königs der Dänen, ließ mich Gesprungene wiederherstellen die Oldesloer Kirchengemeinde.“
In den Weltkriegen wurden jeweils alle Glocken bis auf die f'-Glocke für die Waffenproduktion verwendet. Die heutigen drei weiteren Glocken sind 1957 bei der Glockengießerei Rincker im Sinn/Dillkreis gegossen worden.
Übersicht
| Glocke | Gewicht  | Schlagton | Aufschrift                  |
| ------ | -------- | --------- | --------------------------- |
| 1      | 1430 kg0 | es'       | „Heilig ist unser Gott“     |
| 2      | 900 kg   | f'        | „Heilig ist unser Gott“     |
| 3      | 598 kg   | as'       | „Herr Gott wir danken dir“  |
| 4      | 425 kg   | b'        | „Herr Gott. Dich loben wir“ |

Im Sammlungsraum befindet sich die 1489 gegossene Bronzeglocke. Sie wurde 1560 umgegossen, wofür die Oldesloer Schustergesellen 10 Mark Lübisch stifteten und dafür die Zuschreibung eines Kirchenstuhls „für ewige Zeiten“ erhielten. Sie trägt die Inschrift: ave maria da celorum anno domyni MCCCCLXXXIX yar ghot mi mester wilken krote mit hulpe unde giften der stenborgher = „Gegrüßet seitst du, Maria, Herrin der Himmel! Im Jahre des Herrn 1489 goß mich Meister Wilken Krotke mit Hilfe und Gaben der Stenborgher“. Auf diese Oldesloer Familien beziehen sich vermutlich die beiden Wappen auf dem mittleren Mantel.

## Gemeinde
Zur Kirchengemeinde gehören neben der Peter-Paul-Kirche zwei moderne Kirchen, die Martin-Luther-Kirche in Tralau, die 1961 errichtet wurde, und die 1970 erbaute Christuskirche in Rethwisch.

## Geistliche
- Erasmus Carsten Bahnson (1794–1878), Pastor von 1842 bis 1878; 1848 Abgeordneter der Schleswig-Holsteinischen Landesversammlung